# Nomwin Village
Nomwin Village är en ort i Mikronesiska federationen.   Den ligger i kommunen Nomwin Municipality och delstaten Chuuk, i den västra delen av landet, 700 km väster om huvudstaden Palikir. Nomwin Village ligger 11 meter över havet och antalet invånare är 711. Den ligger på ön Nomwin.
Terrängen runt Nomwin Village är mycket platt.  Det finns inga andra samhällen i närheten. 